# Cessna 404 Titan
Cessna Model 404 Titan là một loại máy bay chở khách/chở hàng hạng nhẹ của hãng Cessna Aircraft. Quân đội Hoa Kỳ định danh loại máy bay này là C-28, and Không quân Thụy Điển designation TP 87.

## Biến thể
- Titan Ambassador
- Titan Ambassador II
- Titan Ambassador III -
- Titan Courier
- Titan Courier II
- Titan Freighter
- Titan Freighter II

## Quốc gia sử dụng

### Quân sự
Bahamas
- Lực lượng quốc phòng Hoàng gia Bahamas

 Bolivia
- Không quân Bolivia

 Colombia
- Không quân Colombia

 Cộng hòa Dominica
- Không quân Cộng hòa Dominica

 Hong Kong
- Không quân hỗ trợ hoàng gia Hong Kong

 México
- Không quân Mexico

 Thụy Điển
- Không quân Thụy Điển

 Tanzania
- Lực lượng quốc phòng Nhân dân Tanzania

 Hoa Kỳ
- Hải quân Hoa Kỳ (C-28A)

 Puerto Rico
- Bộ cảnh sát Puerto Rico

## Tính năng kỹ chiến thuật (Ambassador)
Đặc điểm tổng quát
- Kíp lái: 2
- Sức chứa: 10
- Chiều dài: 39 ft 6¼ in (12,04 m)
- Sải cánh: 46 ft 4 in (14,12 m)
- Chiều cao: 13 ft 3 in (4,04 m)
- Diện tích cánh: 242 ft² (22,48 m²)
- Trọng lượng rỗng: 4.834 lb (2192 kg)
- Trọng lượng cất cánh tối đa: 8.400 lb (3810 kg)
- Động cơ: 2 × Continental Motors GTSIO-520-M, 375 hp (280 kW)  mỗi chiếc

 Hiệu suất bay 
- Vận tốc cực đại: 267 mph (430 km/h)
- Vận tốc hành trình: 188 mph (303 km/h)
- Tầm bay: 2.119 dặm (3410 km)
- Trần bay: 26.000 ft (7925 m)